# Słońsk
Słońsk (tyska Sonnenburg) är en by i i Powiat sulęciński i Lubusz vojvodskap i västra Polen. Orten ligger vid ån Lenka, omkring 15 kilometer öster om Kostrzyn nad Odrą. Orten är huvudort i Słońsk landskommun, Gmina Słońsk, med 4 739 invånare (2016).

## Historia
Staden Sonnenburg omnämns första gången 1295, då tempelherreorden hade ett ordenshus i staden. 1312 omnämns markgrevarna av Brandenburg och biskoparna av Lebus som länsherrar i staden. 
Det första slottet uppfördes på beställning av Henning och Arnold von Uechtenhagen omkring 1341. År 1426 sålde kurfurst Fredrik I av Brandenburg staden och slottet till johanniterorden. Slottet blev säte för herremästaren i Balliet Brandenburg. Orden lät uppföra ortens nya kyrka 1474 till 1522 och uppförde 1545 till 1564 även en ny slottsbyggnad.
Kurfurst Joakim II av Brandenburg konverterade till lutherdomen 1538, och riddarordens ledning i Balliet Brandenburg följde hans exempel. Därmed bildades den i praktiken oberoende protestantiska grenen av orden inom kurfurstendömet Brandenburg och sedermera kungariket Preussen. 
Slottet och staden drabbades av omfattande förstörelse under trettioåriga kriget. Efter kriget uppfördes ett nytt residensslott från 1662 till 1667 på beställning av johanniternas herremästare Johan Moritz av Nassau-Siegen, under ledning av holländaren Cornelis Ryckwaert.
Under 1800-talet och fram till andra världskrigets slut 1945 tillhörde Sonnenburg det preussiska regeringsområdet Frankfurt i provinsen Brandenburg. 1910 hade orten 4 258 invånare. 
Stadens tidigare tukthus omvandlades i samband med NSDAP:s maktövertagande till ett koncentrationsläger under åren 1933-45. I krigets slutskede 1945, i samband med den sovjetiska Wisła-Oder-operationen då Röda armén omringade Küstrin, kom nazisterna i lägret den 31 januari att avrätta mer än 810 av lägerfångarna innan staden intogs.
Efter Tysklands nederlag andra världskriget 1945 hamnade orten öster om Oder-Neisse-linjen och tillföll Polen, varefter ortens tyska befolkning fördrevs. I samband med den nya polska administrationen gavs orten det officiella polska namnet Słońsk och 1947 förlorade orten sina stadsrättigheter. Många övergivna byggnader, inklusive Johannitersjukhuset revs efter krigsslutet, och byggmaterialet användes vid återuppbyggnaden av Warszawa. Johanniterordens slott brann ner i en anlagd brand 1976 och ruinen dominerar fortfarande idag ortskärnan.

## Källa
- Wikimedia Commons har media som rör Słońsk.

Den här artikeln är helt eller delvis baserad på material från Nordisk familjebok, Sonnenburg, 1904–1926.